# مقاومة هرمونات الدرقية
مقاومة هرمونات الدرقية (بالإنجليزية: Thyroid hormone resistance)، وتعرف أحيانًا بمتلازمة ريفيتوف (بالإنجليزية: Refetoff syndrome) هي متلازمة نادرة تكون فيها مستويات هرمونات الغدة الدرقية مرتفعة، بينما لا يتم قمع مستوى هرمون منبه الدرقية (TSH)، أو لا يتم قمعه تمامًا كما هو متوقع. وظهر التقرير الأول لهذه الحالة في عام 1967. وهو في الأساس انخفاض استجابة العضو النهائية لهرمونات الغدة الدرقية. وقد اقترح ريفيتوف وآخرون مصطلح جديد في مارس 2014 هو «ضعف الحساسية لهرمون الغدة الدرقية».

## تنظيم إفراز هرمون الغدة الدرقية
يفرز تحت المهاد هرمون يسمى هرمون مطلق لموجهة الدرقية (TRH)، والذي بدوره يعمل على إفراز هرمون منبه الدرقية (TSH). ويرسل TSH إشارة إلى الغدة الدرقية لإفراز هرمونات الغدة الدرقية: الثيروكسين (T4)، وثلاثي يود الثيرونين (T3). ويتم تحويل T4 إلى T3 النشط في الأنسجة الطرفية بمساعدة انزيمات ديوديناز (deiodinase enzymes). ويؤثر ثلاثي يود الثيرونين تأثير سلبي عكسي على الغدة النخامية؛ مما يقلل إفراز هرمون منبه الدرقية.

تنظيم هرمونات الغدة الدرقية

## الأسباب
تتطلب وظيفة هرمون الغدة الدرقية الطبيعية النقل الطبيعي لهرمون الغدة الدرقية عبر غشاء الخلية، والتخلص المناسب من اليود، ووجود مستقبلات هرمون الغدة الدرقية النووية، وعناصر استجابة هرمون الغدة الدرقية، والمنشطات المساعدة، والمثبطات المساعدة، واستلة الهستون الطبيعية. ويمكن أن تؤدي أي تشوهات في هذه السلسلة إلى مقاومة هرمون الغدة الدرقية.
السبب الأكثر شيوعًا لهذه المتلازمة هي الطفرات في جين THRB المسؤول عن تكوين الجزء بيتا (β) من مستقبلات هرمون الغدة الدرقية، والذي تم توثيق حدوث أكثر من 100 طفرات مختلفة فيه.
وقد ارتبطت أيضًا الطفرات في جينات MCT8 و SECISBP2 مع هذه الحالة.

## معدل الحدوث
متلازمة مقاومة هرمونات الدرقية أمر نادر الحدوث، ويختلف معدل الحدوث المستشهد به بين 1 في 50,000 أو 1 في 40,000 مولود حي. وقد تم تحديد أكثر من 1000 شخص مصاب بمقاومة هرمونات الدرقية، و85٪ منهم لديهم طفرات في المستقبل بيتا لهرمون الغدة الدرقية.

## الأعراض
يمكن أن تظهر المتلازمة بأعراض متفاوتة، حتى بين أفراد الأسرة نفسها التي تؤوي نفس الطفرة. وعادة تكون معظم أو كل الأنسجة مقاومة لهرمونات الغدة الدرقية، ولذلك على الرغم من القياسات المتصاعدة لهرمون الغدة الدرقية في الدم، قد يظهر الفرد سوي الدرقية (ليس لديه أعراض الإفراط أو النقص في نشاط الغدة الدرقية). الأعراض الأكثر شيوعًا هي تضخم الغدة الدرقية وتسرع القلب. كما تم ربطها ببعض حالات اضطراب فرط الحركة ونقص الانتباه، على الرغم من أن غالبية المصابين بهذا التشخيص لا يعانون من مشاكل في الغدة الدرقية.
كما أنه تم اقتراح فكرة وجود علاقة لمقاومة هرمونات الدرقية مع الاكتئاب.

## التشخيص
ويمكن أيضًا العثور على نتائج اختبار الدم المميزة لهذا الاضطراب في اضطرابات أخرى، على سبيل المثال ورم الغدة النخامية أو اضطرابات الغدة النخامية الأخرى). وقد ينطوي التشخيص على تحديد الطفرة في مستقبلات الغدة الدرقية، والتي توجد في حوالي 85٪ من الحالات.
ومع ذلك، منذ اكتشاف المقاومة لهرمونات الغدة الدرقية في غياب طفرات مستقبلات هرمون الغدة الدرقية بيتا، أصبح عدم وجود طفرة في المريض لا يستبعد المقاومة.